# Birken-Honigsessen
Birken-Honigsessen település Németországban, Rajna-vidék-Pfalz tartományban. Lakosainak száma 2468 fő (2023. december 31.).

## Népesség
A település népességének változása:
| Lakosok száma | 2273 | 2503 | 2507 | 2465 | 2475 | 2468 |
|               | 1975 | 2017 | 2019 | 2021 | 2022 | 2023 |